# Alemanno Cortopassi
Alemanno Cortopassi (Lucca, 1838 – Sarzana, 1909) è stato un compositore italiano.

## Biografia
Inizia gli studi musicali nel Seminario san Michele in Foro a Lucca e nel 1842 passa all'Istituto della stessa città sotto la guida di G. Pacini e M. Puccini. Nel 1858 è iscritto a ruolo per le feste della Cappella Santa Cecilia nella Chiesa dei Santi Giovanni e Reparata a Lucca. Diplomato nel 1862 come compositore, vinse numerosi concorsi musicali. 
Fu maestro di cappella della Cattedrale a Sarzana ed in essa fondò la Cappella Santa Ceciclia. Fu maestro di Giacomo Puccini, lo iniziò, ancora adolescente, ai primi studi di musica, facendolo poi proseguire a Lucca e a Milano. 
Compositore instancabile di molta musica: un'opera buffa, Il Tutore Burlato ", andato in scena al Teatro civico di La Spezia prima del 1880 , musica sacra, inni sacri, mottetti e mottettoni, litanie, versetti per organo, sinfonie, ballabili e canzoni carnevalesche.

Molte delle sue composizioni sono andate distrutte durante l'ultimo conflitto mondiale.

Nella città di Lucca nel proprio Famedio esiste la sua effigie insieme ai grandi Boccherini, Catalani, Puccini e altri. Presso la Biblioteca del Conservatorio statale di musica "Giorgio Federico Ghedini" di Cuneo è conservato un Catalogo musicale della famiglia musicale Cortopassi (Cerveteri, Ass. mus. "D. Cortopassi", 1995) contenente cataloghi delle opere di Alemanno Cortopassi, Carlotta Cortopassi, Domenico Cortopassi, Marcello Cortopassi, Massimo Cortopassi.

## Opere principali
- Sinfonia per banda, Firenze, G. Venturini, 18..
- Aurora boreale: notturno per pianoforte, Firenze, G. Venturini, 186.?
- Iste Confessor [manoscritto autografo conservato nell'Archivio e Biblioteca Capitolare di Brescia]
- Il Tutore Burlato, s.l. : Tipografia Rocchi